# کریستیان میکلسن
کریستیان میکلسن (انگلیسی: Christian Michelsen؛ ۱۵ مارس ۱۸۵۷ – ۲۹ ژوئن ۱۹۲۵) یک سیاست‌مدار اهل نروژ و اولین نخست‌وزیر این کشور بود.